# Фёдорово (Ельнинский район)
Фёдорово   — деревня  в Ельнинском районе Смоленской области России. Население – 14 жителей (2007 год). Расположена в юго-восточной части области  в 16  км к северо-востоку от города Ельня, в 16 км восточнее автодороги Р137 Сафоново — Рославль на берегах реки Усия. Входит в состав Бобровичского сельского поселения.

## История
До 2004 года деревня была в составе Кузнецовского сельского округа.